# ディープ・パープル III
『ディープ・パープル III』（原題: Deep Purple）は、ディープ・パープルが1969年に発表した3作目で第1期最後のアルバムである。

## 解説
レコーディングは1969年1月から3月まで、前作と同様にロンドンのデ・レイン・リー・スタジオで行われた。プロデューサーとエンジニアは前作、前々作と同様にそれぞれデレク・ローレンスとバリー・アインスワースである。
全8曲の収録曲の中で唯一のカバー曲である「ラレーニャ」の原曲は、ドノヴァンが作詞作曲して1968年10月にシングルで発表した。
ジョン・ロードが自分の悪夢を歌詞にした「影を追って」はイアン・ペイスが叩き出すアフリカン・リズムが印象的な曲。「ブラインド」はロードのハープシコードとペイスの激しいドラミングとが好対照で、ワウペダルを用いたと思われるリッチー・ブラックモアのギター・ソロも効果的である。ロッド・エヴァンスが書いた「何故ローズマリーは」の歌詞は、映画『ローズマリーの赤ちゃん』に基づいている。
三部構成の組曲「4月の協奏曲」はブラックモアとロードの共作である。第一部はブラックモアのギター、ロードのオルガン、ペイスのティンパニによる器楽曲で、女性合唱と混声合唱が入る。第二部はロードが作曲した室内楽形式の作品。第三部はエヴァンスのボーカルを含んだ作品。ディープ・パープルの第1期の幕は、この組曲をもって閉じられた。
ジャケットはルネサンス期のネーデルラントの画家であるヒエロニムス・ボスの三連祭壇画『快楽の園』の右翼の通称「音楽地獄」を白黒にして、メンバーの写真を挿入したものである。
本作はアメリカで1969年6月にテトラグラマトン・レコードから、イギリスで同年11月にハーヴェスト・レコードから発表された。1970年にテトラグラマトン・レコードが倒産した結果、アメリカでは廃盤になった。
日本では1969年10月にテトラグラマトン・レコードの原盤が日本グラモフォンから『素晴らしきアートロックの世界』の邦題で発売された（ポリドール、SMP 1450）。その後テトラグラマトン・レコードの倒産で廃盤となったが、1973年11月にワーナー・パイオニアより『ディープ・パープルIII』と改題されて再発売された（P-8378W）。

## 収録曲

### オリジナルLP
| #         | タイトル                          | 作詞・作曲                                  | 時間  |
| --------- | --------------------------------- | ------------------------------------------- | ----- |
| 1.        | 「影を追って Chasing Shadows」    | Ian Paice, Jon Lord                         | 5:34  |
| 2.        | 「ブラインド Blind」              | Lord                                        | 5:26  |
| 3.        | 「ラレーニャ Lalena」             | Donovan Leitch                              | 5:05  |
| 4.        | 「フォールト・ライン Fault Line」 | Ritchie Blackmore, Nick Simper, Lord, Paice | 1:46  |
| 5.        | 「画家 The Painter」              | Blackmore, Rod Evans, Lord, Simper, Paice   | 3:51  |
| 合計時間: | 合計時間:                         | 合計時間:                                   | 21:42 |

| #         | タイトル                                    | 作詞・作曲                            | 時間  |
| --------- | ------------------------------------------- | ------------------------------------- | ----- |
| 1.        | 「何故ローズマリーは Why Didn't Rosemary?」 | Blackmore, Evans, Lord, Simper, Paice | 5:04  |
| 2.        | 「小鳥は去った Bird Has Flown」             | Lord, Evans, Blackmore                | 5:36  |
| 3.        | 「4月の協奏曲 April」                       | Blackmore, Lord                       | 12:10 |
| 合計時間: | 合計時間:                                   | 合計時間:                             | 22:50 |

### CD
1. 影を追って - "Chasing Shadows" - 5:34
2. ブラインド - "Blind" - 5:26
3. ラレーニャ - "Lalena" - 5:05
4. フォールト・ライン - "Fault Line" - 1:46
5. 画家 - "The Painter" - 3:51
6. 何故ローズマリーは - "Why Didn't Rosemary?" - 5:04
7. 小鳥は去った - "Bird Has Flown" - 5:36
8. 4月の協奏曲 - "April" - 12:10

| #         | タイトル                                                   | 作詞・作曲                     | 時間  |
| --------- | ---------------------------------------------------------- | ------------------------------ | ----- |
| 9.        | 「小鳥は去った The Bird Has Flown」(alternate a-side vsn.) | Lord, Evans, Blackmore         | 2:54  |
| 10.       | 「エマレッタ Emmaretta」(studio b-side)                    | Lord, Evans, Blackmore         | 3:01  |
| 11.       | 「エマレッタ Emmaretta」(BBC Top Gear session 14/1/69)     | Lord, Evans, Blackmore         | 3:10  |
| 12.       | 「ラレーニャ Lalena」(BBC radio session 24/6/69)           | Leitch                         | 3:34  |
| 13.       | 「画家 The Painter」(BBC radio session 24/6/69)            | Blackmore, Simper, Lord, Paice | 2:18  |
| 合計時間: | 合計時間:                                                  | 合計時間:                      | 14:57 |

## 参加ミュージシャン
ディープ・パープル
- リッチー・ブラックモア　Ritchie Blackmore – ギター
- ロッド・エヴァンス　Rod Evans – ボーカル
- ニック・シンパー　Nick Simper – ベース
- ジョン・ロード　Jon Lord – キーボード
- イアン・ペイス　Ian Paice – ドラムス

その他
- 室内楽団（「4月の協奏曲」）
- 混声合唱団（「4月の協奏曲」）